# Дубді-Ґомпа
Дубді-Ґомпа або монастир Дубді (Dubdi Gompa — «укриття») — буддистський монастир-ґомпа в індійському штаті Сіккім, найстаріший (за традицією) або один з найстаріших монастирів штату, розташований на вершині гори приблизно в годині ходу від Юксому. Монастир є центром традиції Ньїнґма, також відомий як «келья відлюдника» на честь його заснованика Лхатсуна Намкхи Джіме. Стежка до Дубді проходить через густий ліс, з неї відкриваються мальовничі види, тут водиться багато птахів.